# Playas de Anguileiro, La Furada y San Blas
Las playas de Anguileiro, La Furada y San Blas son un conjunto de playas situadas en la localidad española del concejo de Tapia de Casariego que en los momentos de bajamar se unen formando un bello arenal. Reciben también el nombre de La Grande o de Los Campos. Forman parte de la Costa Occidental de Asturias y presentan protección medioambiental por estar catalogadas como ZEPA y LIC.

## Descripción
El arenal está dividido en dos por el río Anguileiro que da nombre a esta playa. El conjunto de playas está delimitado por el cabo de la Reburdia y por la punta Anguileiro. Tiene forma triangular y una longitud de unos 410 metros y una anchura media de 563 metros de arena fina y de grano dorado. El acceso con vehículo es fácil y la distancia a la playa es inferior a 500 metros.
Este conjunto de playas tiene una asistencia masiva durante el verano. Dispone de un camping próximo y la desembocadura fluvial que se ha mencionado y de un completo equipo de servicios como son: vigilancia, pícnic, limpieza y aparcamiento. La actividad recomendada es el surf y tiene «Categoría 3» para la práctica de este deporte. Es una playa apta y recomendable para toda la familia.